# Kutalli
Kutalli là một xã trong quận Berat thuộc hạt Berat, Albania. Dân số năm 2005 là 11787 người.